# Ґжеґож Россолінський-Лібе
Ґжеґож Россолінський-Лібе (нім. Grzegorz Rossoliński-Liebe; нар. 1979) —  німецький історик польського походження, який спеціалізується на історії Голокосту, Центральної та Східної Європи, фашизму, націоналізму, історії антисемітизму.

## Погляди
В своїх дослідженнях дотримується критичних поглядів на український національний рух у 1930—1940 рр. (насамперед ОУН та УПА), критикує «Інститут національної пам'яті України» за те, що з його точки зору є реабілітацією фашизму.
У своїй статті «Український письменник Юрій Андрухович просить ЄС визнати місцевих поплічників Голокосту і військових злочинців „борцями за свободу“» поставив в один ряд Андруховича, Забужко та українських правих радикалів, та зробив висновок про «друге поправіння західноукраїнських інтелектуалів». Россолінський-Лібе є оним з підписантів «Відкритого листа науковців та експертів-українознавців щодо так званого «Антикомуністичного закону»: Президентові України Петру Олексійовичу Порошенку та Голові Верховної Ради України Володимиру Борисовичу Гройсману». У відкритому листі він закликає не підписувати законопроєкти (№ 2538-1 та № 2558), що їх ухвалила Верховна Рада 9 квітня 2015 року. Россолінський-Лібе стурбований тим, що Закон 2558, забороняє пропаґанду «комуністичного та націонал-соціялістичного режимів», класифікує як кримінальну відповідальність заперечення, «у тому числі в медіях, кримінального характеру комуністичного тоталітарного режиму 1917—1991 років в Україні». Россолінський-Лібе сприймає ці закони із занепокоєнням, адже на його думку, їхній зміст та дух суперечать одному з основоположних політичних прав – праву на свободу слова. Він вважає, що ухвалення цих законопроєктів поставить низку запитань щодо дотримання Україною принципів Ради Европи, ОБСЄ та низки домовленостей та урочистих заяв, що їх Україна прийняла від часу здобуття незалежності.

## Життєпис
У 1999—2005 роках навчався на кафедрі історії культури Європейському університеті Віадріна у Франкфурті-на-Одері, отримав ступінь магістра культурології. У 2007—2012 роках працював над дисертацією про Степана Бандеру та ОУН в Альбертському університеті у Канаді та Гамбурзькому університеті, захистив її у червні 2012 року. Тема дисертації: «Степан Бандера: життя українського фашиста та пам'ять про нього (1909-2009)». У 2012—2014 р. працював у Вільному університеті Берліна над темою про пам'ять про Голокост в українській діаспорі. Також працював дослідником у фонді Меморіалу пам'яти убитим євреям Європи і Віденському інституті вивчення історії Голокосту імені Візенталя.
Автор книги «Степан Бандера: життя і посмертна доля українського націоналіста: фашизм, геноцид і культ», у якій Россолінський-Лібе зробив з Бандери символ колаборації українців з нацистською Німеччиною та головним фашистом і нацистом України, а український націоналізм для Россолінського-Лібе є фашизмом. Праця Россолінського-Лібе отримала позитивні відгуки істориків-антифашистів, таких як Омер Бартов, Сюзан Гайм, Ентоні Полонський, Джона-Пола Химки, Марка фон Гаґен та Арнд Бауеркампера.
У 2012 році, в рамках спільного українсько-німецького проекту «Націєтворчі процеси в Україні у XX сторіччі», які були влаштовані за підтримкою німецького посольства та Фонду Гайнріха Белля, в Україну запросили прочитати лекції Ґжеґож Россолінський-Лібе, випускника Гамбурзького університету. Лекції мали бути присв'ячені постаті «фашиста» Бандери та насильству на Західній Україні під час боротьби ОУН та УПА. Проте від надання майданчиків для виступу Россолінського-Лібе відмовилося кілька академічних установ (Національний гірничий університет та Всеукраїнський Центр Вивчення Голокосту «Ткума» в Дніпропетровську, Національний університет «Києво-Могилянська академія» та Київська Торгово-промислова палата), в тому числі 8 лютого 2012 року відмовився й Центр польських та європейських студій, який був одним з ініціаторів проведення лекцій. Оскільки про лектора як про людину, схильну до категоричних суджень та скандалів на історичних форумах, дехто з них чув. Так Олена Бетлій, директорка Центру польських та європейських студій НаУКМА, зазначила: 
| «Остаточно на наше рішення вплинули відгуки наших західних колег, які займаються сучасною історією України - навіть якщо вони знали ім'я Россолінського-Лібе, то воно було відоме їм не за його академічні досягнення, а за його екстремістські заяви на історичних форумах і конференціях»[13] |
20 лютого 2012 року, після того як Фонд Бьолля розсилає прес-реліз про плановані лекції Ґжеґожа Россолінського-Лібе, 12 днів після відмови більшості академічних установ приймати його лекції партія ВО «Свобода» заявила, що проведе акції протесту проти лекцій Россолінського-Лібе. Після цього відмовилися й інші установи приймати Ґжеґожа Россолінський-Лібе з його лекцією.
27 лютого 2012 року ВО «Свобода» звернулося до Надзвичайного і Повноважного Посла Федеративної Республіки Німеччина в Україні Ганса-Юрґена Гаймзьота та до Міністерства закордонних справ України з проханням не допустити проведення 1 березня 2012 року в приміщенні посольства Німеччини в Україні українофобської лекції Россолінського-Лібе.
Після цього Россолінскі-Лібе був вимушений читать свою лекцію у посольстві Німеччині в Києву під охороною міліції, оскільки 1 березня 2012 року за огорожею посольства відбувалася акція протесту прибічники ВО «Свобода». На захист Россолінського-Лібе встав відомий українофоб Вадим Колісниченко, який згодом навіть розсилав депутатам ВР України книгу Россолінського-Лібе. До того ж в німецькому посольстві зібралось чимало охочих опонувати Россолінському-Лібе, зал був переповнений. Як зазначили українські історики Олександр Пагіря та Олександр Крамар: «диспуту як такого не вийшло: насамперед через низький фаховий рівень Россолінського-Лібе».
Крістіан Ґанцер, один із організаторів лекції, так прокоментував для «Історичної правди» інцидент з  Россолінським-Лібе: 
| Скандал не в тім, що говорив Ґжеґож, а в тім, як певні частини українського суспільства реагували або не реагували на ситуацію |.

## Цитати з праць
У свої праці «Свято фашизму і військових злочинів в Едмонтоні. Політичний міф і культ Степана Бандери в мультикультурній Канаді», Ґжеґож Россолінський-Лібе написав: 
| Міф Бандери змусив частину української діаспори в Канаді та інших країнах вшановувати фашистського, антисемітського і радикально націоналістичного політика, прихильники якого не тільки прагнули співпрацювати з нацистами, але також убивали євреїв, поляків, росіян, тих українців, які не були націоналістами, та інших людей в Україні, котрі сприймалися як вороги священної ідеї нації. |
У праці «Степан Бандера: український націоналіст за життя та після смерті. Фашизм, геноцид і культ», Ґжеґож Россолінський-Лібе написав: 
| Після заснування Української повстанської армії (УПА) наприкінці 1942 р. – початку 1943 р. Організація українських націоналістів (ОУН) стала партизанським підпільним рухом на кшталт «лісових братів» у прибалтійських країнах, проте так і не відмовилася від ідей фанатичного суїцидального націоналізму та масових вбивств цивільних[18]. | У цій ж науковій праці Ґжеґож Россолінський-Лібе зазначив: 
| «Я не знайшов документів, які б свідчили про те, що Бандера схвалює чи засуджує етнічні чистки чи вбивства євреїв та інших меншин. Але після війни він жодного разу не засудив етнічні чистки чи погроми й навіть не визнав, що вони як такі взагалі мали місце». «Бандера повинен нести відповідальність за масові вбивства на етнічному та політичному ґрунті влітку 1941 р., навіть якщо ця відповідальність несе інший характер, ніж у випадкуГітлера, Павелича, Антонеску та інших вождів, адже рухи, які вони очолювали, самі організовували військові злочини чи долучалися до інших звірств» |
Під час лекції в посольстві Німеччини Росолінський-Лібе сказав: 
| З початком Другої світової війни і падінням Польщі Бандера звільняється з тюрми і їде до Кракова. В цей час і з'являється привітання «Слава Україні! - Героям слава!», скопійоване з нацистських аналогів. Це гітлерівське привітання вживалося на ІІ-му З'їзді ОУН у Кракові у квітні 1941 року. У виданій брошурі описується, що при вітанні треба витягувати руку трохи вище голови, ось так [в цьому місці Ґжеґож кілька разів продемонстрував глядачам нацистське вітання, супроводжуючи його гаслом «Слава Україні! - Героям слава!»] Червоно-чорний прапор - аналог нацистської «Крові і Ґрунту». |

## Публікації
- «Bandera, Genocide, and Justice: Was Stepan Bandera Responsible for Crimes Committed by the OUN and the UPA?». Yad Vashem Studies vol. 5, no 1 (2023): 89–117.
- «Putin s Abuse of History: Ukrainian Nazis Genocide and a Fake Threat Scenario». The Journal of Slavic Military Studies vol. 35, no. 1 (2023): 1–10, doi:10.1080/13518046.2022.2058179.
- «Ukrainian Nationalists and the Jews during the Holocaust in the Eyes of Anticommunist, Soviet, German, Jewish, Polish, and Ukrainian Historians: Transnational History and National Interpretations». Moreshet vol 19 (2022).
- «Survivor Testimonies and the Coming to Terms with the Holocaust in Volhynia and Eastern Galicia: The Case of the Ukrainian Nationalists». East European Politics and Societies and Cultures vol. 43 (2020): 221–240. doi:10.1177/088832541983.
- «Kollaboration im Zweiten Weltkrieg und im Holocaust – Ein analytisches Konzept» [Колабораціонізм у Другій світовій війні та Голокост - аналітична концепція]. Docupedia-Zeitgeschichte (2020). doi:10.14765/zzf.dok-1817.
- «Der europäische Faschismus und der ukrainische Nationalismus. Verflechtungen, Annäherungen und Wechselbeziehungen» [Європейський фашизм та український націоналізм. Взаємозалежності, зближення та взаємозв'язки]. Zeitschrift für Geschichtswissenschaft. vol. 65, no. 2 (2017): 153–169.
- «Ukraińska policja, nacjonalizm i zagłada Żydów w Galicji Wschodniej i na Wołyniu» [Українська поліція, націоналізм і винищення євреїв у Східній Галичині та на Волині]. Zagłada Żydów. Studia i Materiały vol. 13 (2017): 57–79.
- «Holocaust Amnesia: The Ukrainian Diaspora and the Genocide of the Jews». German Yearbook of Contemporary History vol. 1 (2016): 107–144. doi:10.1353/gych.2016.0006.
- «Remembering and Forgetting the Past: Jewish and Ukrainian Memories of the Holocaust in western Ukraine», Yad Vashem Studies vol. 43, no. 2 (2015): 13–50.
- «Bandera: The Life and Afterlife of a Ukrainian Nationalist: Fascism, Genocide, and Cult». Stuttgart: Ibidem Press 2014, ISBN 978-3-8382-0604-2.
- «Erinnerungslücke Holocaust. Die ukrainische Diaspora und der Genozid an den Juden» [Прірва пам'яті про Голокост. Українська діаспора та геноцид євреїв], Vierteljahrshefte für Zeitgeschichte vol. 62, no. 2 (2014): 397—430.
- «Der Verlauf und die Täter des Lemberger Pogroms vom Sommer 1941. Zum aktuellen Stand der Forschung» [Перебіг та виконавці львівського погрому літа 1941 року - сучасний стан дослідження], Jahrbuch für Antisemitismusforschung 22 (2013): 207—243.
- «Debating, Obfuscating and Disciplining the Holocaust: Post-Soviet Historical Discourses on the OUN-UPA and other Nationalist Movementd», East European Jewish Affairs vol. 42, no. 3 (2012): 199—241.
- «The ‘Ukrainian National Revolution’ of 1941. Discourse and Practice of a Fascist Movement», Kritika: Explorations in Russian and Eurasian History vol. 12, no. 1 (2011): 83-114.
- «Celebrating Fascism and War Criminality in Edmonton. The Political Myth and Cult of Stepan Bandera in Multicultural Canada» [Архівовано 21 березня 2020 у Wayback Machine.], Kakanien Revisited 12 (2010): 1-16.
- «Der polnisch-ukrainische Historikerdiskurs über den polnisch-ukrainischen Konflikt 1943—1947» [Польсько-український дискурс істориків про польсько-український конфлікт 1943-1947 років], Jahrbücher für Geschichte Osteuropas 57 (2009): 54-85.
- «Die Stadt Lemberg in den Schichten ihrer politischen Denkmäler» [Місто Львів у нашаруваннях його політичних пам'яток], ece-urban (The Online Publications Series of the Center for Urban History of East Central Europe), No. 6, Lviv, October 2009. (Ukrainian translation).
- «Umbenennungen in der Ziemia Lubuska nach 1945» [Перейменування на Землю Любуську після 1945 року], in Terra Transoderana: zwischen Neumark und Ziemia Lubuska [Terra Transoderana: між Ноймарком і Землею Любуською], ed. Bernd Vogenbeck (Berlin: Bebra 2008): 59-68.
- «Der Raum der Stadt Lemberg in den Schichten seiner politischen Denkmäler» [Простір міста Львова у нашаруваннях його політичних пам'яток], Kakanien Revisited 12 (2009): 1-21.
- «Bandera und Nikifor — zwei Modernen in einer Stadt. Die ‘nationalbürgerliche‘ und die ‘weltbürgerliche‘ Moderne in Lemberg» [Бандера і Никифор - два модерністи в одному місті. «Націонал-буржуазний» і “космополітичний” модернізм у Львові], in Eine neue Gesellschaft in einer alten Stadt [Нове суспільство в старому місті], ed. Lutz Henke, Grzegorz Rossoliński, and Philipp Ther (Wrocław: ATUT, 2007): 109—124.